# Eleven Kinds of Loneliness
Eleven Kinds of Loneliness è un album in studio della cantante britannica Tanita Tikaram, pubblicato nel 1992.

## Tracce
1. You Make the Whole World Cry
2. Elephant
3. Trouble
4. I Grant You
5. Heal You
6. To Drink the Rainbow
7. Out on the Town
8. Hot Stones
9. Men & Women
10. Any Reason
11. Love Don't Need No Tyranny
12. The Way That I Want You